# Calendario solare
Un calendario solare è un calendario, cioè un sistema convenzionale di suddivisione e misurazione del tempo, fondato sull'anno solare, in cui ogni giorno (o la data) indica la specifica posizione della Terra nel suo moto di rivoluzione attorno al Sole o, equivalentemente, l'apparente posizione del Sole in relazione alla sfera celeste.

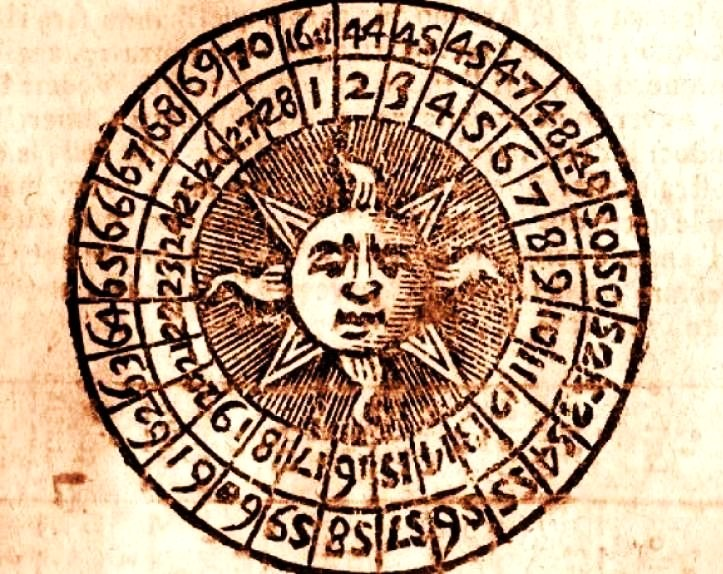
Ruota del ciclo solare disegnata da Ottavio Beltrano (dall'Almanacco Perpetuo di Rutilio Benincasa)

I calendari solari quindi sono basati sulla durata dell'anno solare, o anno tropico, di circa 365 o 366 giorni. In questi calendari le stagioni iniziano sempre nelle stesse date (le quali tuttavia, nel volgere dei secoli, possono diventare progressivamente sfasate a causa della precessione degli equinozi), ma i mesi non seguono esattamente il ciclo delle fasi lunari. Esempi di calendari solari sono il calendario gregoriano e il calendario giuliano.